# La Sirène mutante
Pour plus de détails, voir Fiche technique et Distribution.
La Sirène mutante (titre original : Mermaid Chronicles Part 1: She Creature) est un téléfilm horreur américain, écrit et réalisé par Sebastian Gutierrez, sorti en 2001. 
Il a été diffusé pour la première fois le 20 décembre 2001 aux États-Unis sur Cinemax, filiale de HBO. Il fait partie d'une série de téléfilms diffusés sur Cinemax pendant la période d'Halloween 2001, hommages aux films de monstres des années 50, les Creature Features (en), notamment ceux produits par American International Pictures. 

## Synopsis
En 1905, en Irlande. Deux forains, Angus Shaw (Rufus Sewell) et sa femme Lillian, surnommée Lily (Carla Gugino), capturent une sirène. Ils décident alors de partir aux États-Unis pour faire fortune grâce à elle. Mais alors que la traversée rencontre des difficultés, la sirène dévoile des penchants morbides, proches du vampirisme.

## Fiche technique
Genre : fantastique

## Distribution
- Rufus Sewell : Angus Shaw
- Carla Gugino : Lillian "Lily" Shaw
- Jim Piddock : Capitaine Dunn
- Reno Wilson (en) : Bailey
- Mark Aiken (en) : Gifford
- Fintan McKeown (en) : Skelly
- Aubrey Morris : Mr Woolrich
- Gil Bellows : Miles
- Rya Kihlstedt : la sirène
- Hannah Sim : la reine de la tanière
- Jon Sklaroff : Eddie
- David Nott : le cuisinier
- Dan Hildebrand (en) : Christian
- Preston Maybank : Capitaine
- Brian Sieve : Officier Dixon
- Matthew Roseman : Officier Jenkins
- Gabriel Gutierrez : O'Donnell
- Isabella Gutierrez : Miranda

## Distinctions

### Récompenses
- Hollywood Makeup Artist and Hair Stylist Guild Awards
  - Meilleur maquillage pour une mini-série télévisée ou un téléfilm : Myke Michaels, Richard Wetzel, Shane Mahan, Stephanie Coffey.

### Nominations
- Saturn Awards
  - Meilleur téléfilm : La Sirène mutante
- Fangoria Chainsaw Awards
  - Meilleur film à diffusion limitée : La Sirène mutante
  - Meilleur maquillage : Stan Winston Studio